# Мелконян, Ваган Мгерович
Вага́н Мге́рович Мелконя́н (арм. Վահան  Մելքոնյան , 4 января 1953 село Мец Парни Спитак) — армянский государственный деятель.

## Биография
- 1961—1969 — учился в Ереванской школе № 55 им. А. П. Чехова.
- Апрель 1968 — вступил в ряды ВЛКСМ.
- 1969—1975 — окончил факультет механизации сельского хозяйства Ереванского сельскохозяйственного института, получив специальность инженера-механика.
- 1975 — комиссией по распределению был направлен на работу на Егвардский комплекс Наирийского района для работы в качестве старшего инженера, а в январе 1976 — был назначен главным инженером-механиком хозяйства.
- 1977 — в составе делегации молодых специалистов сельского хозяйства был командирован в США для обмена опытом. С ноября 1978 — член КПСС.
- Февраль 1978 — был избран членом бюро Наирийского РК ЛКСМ, а в сентябре того же года — первым секретарём Наирийского РК ЛКСМ Армении.
- Ноябрь 1978 — был избран членом бюро Наирийского РК КПА
- Февраль 1980 — был избран депутатом Наирийского районного совета народных депутатов по 54 избирательному округу.
- Сентябрь 1980 — был зачислен слушателем Академии внешней торговли, где учился по август 1985 года.
- Сентябрь 1983 — назначен начальником управления комплектации Госкомсельхозтехники.
- Январь 1986 — назначен начальником управления комплектации главного управления по капитальному строительству и реконструкции Госагропрома Армянской ССР.
- Июнь 1986 — заместитель начальника главного управления капитального строительства и реконструкции, а с июля 1988 — начальник.
- С декабря 1990 — генеральный директор производственного объединения «Армагросервис».
- С декабря 1991 — назначен министром материальных ресурсов Армении. Кандидат экономических наук.
- 1995—1996 — был министром торговли, обслуживания и туризма Армении.
- Является представителем Межгосударственного банка СНГ в Армении и председателем совета директоров «Завода Наирит».